# UAV Engines AR741

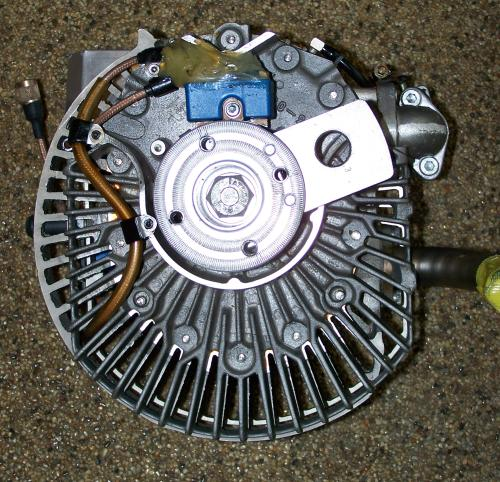
UEL UAV-741 Drohnen Wankelmotor

UAV Engines AR741 ist ein Wankelmotor für den Einsatz in unbemannten Flugzeugen (UAV) des britischen Herstellers UAV Engines. Es handelt sich um einen luftgekühlten Einscheiben-Wankelmotor mit einem besonders günstigen Gewichts/Leistungsverhältnis. Die Einsatzdauer zwischen zwei Motorüberholungen beträgt 250 h und ist nach FAR 33 geprüft. Es ist möglich, diesen Motor mit Kerosin zu betreiben.
Der Motor wird unter anderem bei den Drohnen AAI RQ-7, der BAI Isis und der Aurora Flight Science Golden Eye 100 verwendet.

## Technische Daten
- Rotoren: 1
- Kammervolumen: 208 cm³
- Leistung: 28 kW bei 7800 min−1
- Gewicht: 10,7 kg
- Spezifischer Verbrauch beim Reiseflug: 321 g/kWh
- Länge: 600 mm
- Höhe: 262 mm